# الدوري البرتغالي لكرة اليد الدرجة الأولى
الدوري البرتغالي لكرة اليد هو الدوري الرئيسي لكرة اليد للمحترفين في البرتغال. يدار من قبل اتحاد كرة اليد البرتغالي. تأسس في سنة 1951، ويتكون حاليا من قبل 14 فريقا. يعتبر نادي بورتو لكرة اليد هو الأكثر تتويجا بـ 20 لقبا.